# Пантера
Пантера (Panthera) — рід хижих ссавців із родини котових (Felidae), який містить 5 сучасних видів: тигр (Panthera tigris), лев (Panthera leo), ягуар (Panthera onca), пантера плямиста, або пардус (Panthera pardus), барс сніговий (Panthera uncia). Рід є типовим у підродині пантерових (Pantherinae).

## Сучасний видовий склад
Рід налічує 5 видів. Описи подано на основі книг Хосе Р. Кастелло та Новака.
|  | тигр P. tigris             | Довжина тіла 140–280 см; хвіст 60–110 см; вага 91–423 кг. Волосяний покрив червонувато-помаранчевий з вертикальними чорними смугами на боках і плечах, які різняться за розміром, довжиною та відстанню. Деякі підвиди мають більш бліде хутро. Низ тіла білий чи світлий.                                                                                               |  |
|  | ірбіс P. uncia             | Довжина тіла 99–130 см; хвіст 80–100 см; вага 35–55 кг. Фоновий колір волосяного покриву від світло-сірого до димчасто-сірого й до кремово-жовтого. Все тіло вкрите сірувато-чорними плямами і розетками. |  |
|  | ягуар P. onca              | Довжина тіла 110–270 см; хвіст 44–90 см; вага 36–158 кг. Кремезний кіт з важкою головою й короткими міцними кінцівками. Фоновий колір волосяного покриву від блідо-жовтого до червонувато-коричневого з чорними плямами у формі розетки на шиї, тілі та кінцівках. Живіт білий. Меланізм досить поширений.                                                               |  |
|  | пантера плямиста P. pardus | Довжина тіла 91–191 см; хвіст 51–110 см; вага 28–90 кг. Фоновий колір волосяного покриву від коричневого або світло-жовтого до червонувато-помаранчевого. Тіло вкрите чорними розетками, але на грудях, лапах і обличчі — суцільні чорні плями, а на хвості — кільця. Меланізм трапляється.                                                                              |  |
|  | лев P. leo                 | Довжина тіла 110–284 см; хвіст 61–105 см; вага 110–272 кг. Волосяний покрив від світло-рудого до сріблясто-сірого, до жовтувато-червоного й до темно вохристо-коричневого; нижні частини тіла блідіші; жмут волосся на кінці хвоста чорний. У самців є грива, яка жовтого, коричневого чи червонувато-коричнева у молодших особин, із віком темнішає й може бути чорною. |  |

## Еволюція
Як і щодо таксономії більшої частини родини котячих, щодо таксономії роду пантер велося багато дебатів, а його класифікація кілька разів переглядалася. Рід ймовірно походить від вимерлого кота Viretailurus schaubi або Panthera schaubi, який інколи також розцінюється як ранній член роду пум (Puma). Рід пантер ймовірно виник в Азії, але точне коріння роду залишається неясним. Розбіжність великих кішок (Pantherinae) (роди Panthera й Neofelis) від підродини малих кішок (Felinae) (що містить всі інші сучасні види кішок) відбулася між шістьма і десятьма млн років тому. Дослідження скам'янілих решток показує, що рід пантер з'явився в діапазоні від 2 до 3,8 млн років тому.
Морфологічні та генетичні вивчення припускають, що тигр першим з недавніх видів роду відхилився від головної лінії, але ці дані залишається непевними. Сніговий барс раніше розміщався в основі роду пантер, але новіші молекулярні дослідження пропонують його розміщення в межах роду, можливо, він є навіть сестринським видом леопарда. Тому багато систем класифікації містять снігового барса в межах роду пантер, але все ще немає згоди щодо такого розміщення (під назвою Panthera uncia) або збереження його власного роду Uncia.
Також до роду зазвичай включається доісторична тварина з родини котячих, ймовірно близько пов'язана з сучасним ягуаром, — (Panthera gombaszogensis) яка часто називається європейським ягуаром. Цей вид з'явився близько 1,6 мільйона років тому в на території сучасної Італії.
Рід Neofelis зазвичай розміщується в основі роду пантер, але не є безпосередньо його частиною.
Філогенетичне древо роду Panthera

|  | \| \| †Panthera blytheae \| \| \| \| \| \| Panthera uncia — Ірбіс \| \| \| \| |
|  |                                                                               |
|  | †Panthera blytheae                                                            |
|  |                                                                               |
|  | Panthera uncia — Ірбіс                                                        |
|  |                                                                               |

|  | †Panthera blytheae     |
|  |                        |
|  | Panthera uncia — Ірбіс |
|  |                        |

|  | \| \| †Panthera zdanskyi \| \| \| \| \| \| Panthera tigris — Тигр \| \| \| \| |
|  |                                                                               |
|  | †Panthera zdanskyi                                                            |
|  |                                                                               |
|  | Panthera tigris — Тигр                                                        |
|  |                                                                               |

|  | †Panthera zdanskyi     |
|  |                        |
|  | Panthera tigris — Тигр |
|  |                        |

|  | \| \| †Panthera blytheae \| \| \| \| \| \| Panthera uncia — Ірбіс \| \| \| \| |
|  |                                                                               |
|  | †Panthera blytheae                                                            |
|  |                                                                               |
|  | Panthera uncia — Ірбіс                                                        |
|  |                                                                               |

|  | †Panthera blytheae     |
|  |                        |
|  | Panthera uncia — Ірбіс |
|  |                        |

|  | \| \| †Panthera zdanskyi \| \| \| \| \| \| Panthera tigris — Тигр \| \| \| \| |
|  |                                                                               |
|  | †Panthera zdanskyi                                                            |
|  |                                                                               |
|  | Panthera tigris — Тигр                                                        |
|  |                                                                               |

|  | †Panthera zdanskyi     |
|  |                        |
|  | Panthera tigris — Тигр |
|  |                        |

|  | \| \| †Panthera gombaszoegensis \| \| \| \| \| \| Panthera onca — Ягуар \| \| \| \| |
|  |                                                                                     |
|  | †Panthera gombaszoegensis                                                           |
|  |                                                                                     |
|  | Panthera onca — Ягуар                                                               |
|  |                                                                                     |

|  | †Panthera gombaszoegensis |
|  |                           |
|  | Panthera onca — Ягуар     |
|  |                           |

|  | Panthera leo — Лев                                                    |
|  |                                                                       |
|  | \| \| †Panthera spelaea \| \| \| \| \| \| †Panthera atrox \| \| \| \| |
|  |                                                                       |
|  | †Panthera spelaea                                                     |
|  |                                                                       |
|  | †Panthera atrox                                                       |
|  |                                                                       |

|  | †Panthera spelaea |
|  |                   |
|  | †Panthera atrox   |
|  |                   |

|  | Panthera leo — Лев                                                    |
|  |                                                                       |
|  | \| \| †Panthera spelaea \| \| \| \| \| \| †Panthera atrox \| \| \| \| |
|  |                                                                       |
|  | †Panthera spelaea                                                     |
|  |                                                                       |
|  | †Panthera atrox                                                       |
|  |                                                                       |

|  | †Panthera spelaea |
|  |                   |
|  | †Panthera atrox   |
|  |                   |

|  | Panthera leo — Лев                                                    |
|  |                                                                       |
|  | \| \| †Panthera spelaea \| \| \| \| \| \| †Panthera atrox \| \| \| \| |
|  |                                                                       |
|  | †Panthera spelaea                                                     |
|  |                                                                       |
|  | †Panthera atrox                                                       |
|  |                                                                       |

|  | †Panthera spelaea |
|  |                   |
|  | †Panthera atrox   |
|  |                   |

|  | Panthera leo — Лев                                                    |
|  |                                                                       |
|  | \| \| †Panthera spelaea \| \| \| \| \| \| †Panthera atrox \| \| \| \| |
|  |                                                                       |
|  | †Panthera spelaea                                                     |
|  |                                                                       |
|  | †Panthera atrox                                                       |
|  |                                                                       |

|  | †Panthera spelaea |
|  |                   |
|  | †Panthera atrox   |
|  |                   |

|  | \| \| †Panthera gombaszoegensis \| \| \| \| \| \| Panthera onca — Ягуар \| \| \| \| |
|  |                                                                                     |
|  | †Panthera gombaszoegensis                                                           |
|  |                                                                                     |
|  | Panthera onca — Ягуар                                                               |
|  |                                                                                     |

|  | †Panthera gombaszoegensis |
|  |                           |
|  | Panthera onca — Ягуар     |
|  |                           |

|  | Panthera leo — Лев                                                    |
|  |                                                                       |
|  | \| \| †Panthera spelaea \| \| \| \| \| \| †Panthera atrox \| \| \| \| |
|  |                                                                       |
|  | †Panthera spelaea                                                     |
|  |                                                                       |
|  | †Panthera atrox                                                       |
|  |                                                                       |

|  | †Panthera spelaea |
|  |                   |
|  | †Panthera atrox   |
|  |                   |

|  | Panthera leo — Лев                                                    |
|  |                                                                       |
|  | \| \| †Panthera spelaea \| \| \| \| \| \| †Panthera atrox \| \| \| \| |
|  |                                                                       |
|  | †Panthera spelaea                                                     |
|  |                                                                       |
|  | †Panthera atrox                                                       |
|  |                                                                       |

|  | †Panthera spelaea |
|  |                   |
|  | †Panthera atrox   |
|  |                   |

|  | Panthera leo — Лев                                                    |
|  |                                                                       |
|  | \| \| †Panthera spelaea \| \| \| \| \| \| †Panthera atrox \| \| \| \| |
|  |                                                                       |
|  | †Panthera spelaea                                                     |
|  |                                                                       |
|  | †Panthera atrox                                                       |
|  |                                                                       |

|  | †Panthera spelaea |
|  |                   |
|  | †Panthera atrox   |
|  |                   |

|  | Panthera leo — Лев                                                    |
|  |                                                                       |
|  | \| \| †Panthera spelaea \| \| \| \| \| \| †Panthera atrox \| \| \| \| |
|  |                                                                       |
|  | †Panthera spelaea                                                     |
|  |                                                                       |
|  | †Panthera atrox                                                       |
|  |                                                                       |

|  | †Panthera spelaea |
|  |                   |
|  | †Panthera atrox   |
|  |                   |

|  | \| \| †Panthera blytheae \| \| \| \| \| \| Panthera uncia — Ірбіс \| \| \| \| |
|  |                                                                               |
|  | †Panthera blytheae                                                            |
|  |                                                                               |
|  | Panthera uncia — Ірбіс                                                        |
|  |                                                                               |

|  | †Panthera blytheae     |
|  |                        |
|  | Panthera uncia — Ірбіс |
|  |                        |

|  | \| \| †Panthera zdanskyi \| \| \| \| \| \| Panthera tigris — Тигр \| \| \| \| |
|  |                                                                               |
|  | †Panthera zdanskyi                                                            |
|  |                                                                               |
|  | Panthera tigris — Тигр                                                        |
|  |                                                                               |

|  | †Panthera zdanskyi     |
|  |                        |
|  | Panthera tigris — Тигр |
|  |                        |

|  | \| \| †Panthera blytheae \| \| \| \| \| \| Panthera uncia — Ірбіс \| \| \| \| |
|  |                                                                               |
|  | †Panthera blytheae                                                            |
|  |                                                                               |
|  | Panthera uncia — Ірбіс                                                        |
|  |                                                                               |

|  | †Panthera blytheae     |
|  |                        |
|  | Panthera uncia — Ірбіс |
|  |                        |

|  | \| \| †Panthera zdanskyi \| \| \| \| \| \| Panthera tigris — Тигр \| \| \| \| |
|  |                                                                               |
|  | †Panthera zdanskyi                                                            |
|  |                                                                               |
|  | Panthera tigris — Тигр                                                        |
|  |                                                                               |

|  | †Panthera zdanskyi     |
|  |                        |
|  | Panthera tigris — Тигр |
|  |                        |

|  | \| \| †Panthera gombaszoegensis \| \| \| \| \| \| Panthera onca — Ягуар \| \| \| \| |
|  |                                                                                     |
|  | †Panthera gombaszoegensis                                                           |
|  |                                                                                     |
|  | Panthera onca — Ягуар                                                               |
|  |                                                                                     |

|  | †Panthera gombaszoegensis |
|  |                           |
|  | Panthera onca — Ягуар     |
|  |                           |

|  | Panthera leo — Лев                                                    |
|  |                                                                       |
|  | \| \| †Panthera spelaea \| \| \| \| \| \| †Panthera atrox \| \| \| \| |
|  |                                                                       |
|  | †Panthera spelaea                                                     |
|  |                                                                       |
|  | †Panthera atrox                                                       |
|  |                                                                       |

|  | †Panthera spelaea |
|  |                   |
|  | †Panthera atrox   |
|  |                   |

|  | Panthera leo — Лев                                                    |
|  |                                                                       |
|  | \| \| †Panthera spelaea \| \| \| \| \| \| †Panthera atrox \| \| \| \| |
|  |                                                                       |
|  | †Panthera spelaea                                                     |
|  |                                                                       |
|  | †Panthera atrox                                                       |
|  |                                                                       |

|  | †Panthera spelaea |
|  |                   |
|  | †Panthera atrox   |
|  |                   |

|  | Panthera leo — Лев                                                    |
|  |                                                                       |
|  | \| \| †Panthera spelaea \| \| \| \| \| \| †Panthera atrox \| \| \| \| |
|  |                                                                       |
|  | †Panthera spelaea                                                     |
|  |                                                                       |
|  | †Panthera atrox                                                       |
|  |                                                                       |

|  | †Panthera spelaea |
|  |                   |
|  | †Panthera atrox   |
|  |                   |

|  | Panthera leo — Лев                                                    |
|  |                                                                       |
|  | \| \| †Panthera spelaea \| \| \| \| \| \| †Panthera atrox \| \| \| \| |
|  |                                                                       |
|  | †Panthera spelaea                                                     |
|  |                                                                       |
|  | †Panthera atrox                                                       |
|  |                                                                       |

|  | †Panthera spelaea |
|  |                   |
|  | †Panthera atrox   |
|  |                   |

|  | \| \| †Panthera gombaszoegensis \| \| \| \| \| \| Panthera onca — Ягуар \| \| \| \| |
|  |                                                                                     |
|  | †Panthera gombaszoegensis                                                           |
|  |                                                                                     |
|  | Panthera onca — Ягуар                                                               |
|  |                                                                                     |

|  | †Panthera gombaszoegensis |
|  |                           |
|  | Panthera onca — Ягуар     |
|  |                           |

|  | Panthera leo — Лев                                                    |
|  |                                                                       |
|  | \| \| †Panthera spelaea \| \| \| \| \| \| †Panthera atrox \| \| \| \| |
|  |                                                                       |
|  | †Panthera spelaea                                                     |
|  |                                                                       |
|  | †Panthera atrox                                                       |
|  |                                                                       |

|  | †Panthera spelaea |
|  |                   |
|  | †Panthera atrox   |
|  |                   |

|  | Panthera leo — Лев                                                    |
|  |                                                                       |
|  | \| \| †Panthera spelaea \| \| \| \| \| \| †Panthera atrox \| \| \| \| |
|  |                                                                       |
|  | †Panthera spelaea                                                     |
|  |                                                                       |
|  | †Panthera atrox                                                       |
|  |                                                                       |

|  | †Panthera spelaea |
|  |                   |
|  | †Panthera atrox   |
|  |                   |

|  | Panthera leo — Лев                                                    |
|  |                                                                       |
|  | \| \| †Panthera spelaea \| \| \| \| \| \| †Panthera atrox \| \| \| \| |
|  |                                                                       |
|  | †Panthera spelaea                                                     |
|  |                                                                       |
|  | †Panthera atrox                                                       |
|  |                                                                       |

|  | †Panthera spelaea |
|  |                   |
|  | †Panthera atrox   |
|  |                   |

|  | Panthera leo — Лев                                                    |
|  |                                                                       |
|  | \| \| †Panthera spelaea \| \| \| \| \| \| †Panthera atrox \| \| \| \| |
|  |                                                                       |
|  | †Panthera spelaea                                                     |
|  |                                                                       |
|  | †Panthera atrox                                                       |
|  |                                                                       |

|  | †Panthera spelaea |
|  |                   |
|  | †Panthera atrox   |
|  |                   |

### Викопні види
Описано також кілька викопних видів з роду пантера:
- Panthera atrox
- Panthera balamoides (?)
- Panthera blytheae
- Panthera dhokpathanensis
- Panthera fossilis
- Panthera gombaszoegensis
- Panthera palaeosinensis
- Panthera principialis
- Panthera shawi
- Panthera spelaea
- Panthera youngi
- Panthera zdanskyi

## Чорна пантера
Чорна пантера не є окремим видом, а варіантом забарвлення (меланізм) самок деяких видів котових — найчастіше, це пантера плямиста або ягуар. Існування пум-меланістів не підтверджене. Шкура чорної пантери не ідеально чорна, на ній більшою чи меншою мірою завжди видно плями, які проступають. Е. Джі в «Диких тваринах Індії» писав, що зустрічаються навіть особливі «недопантери», у яких чорні плями добре видно на світлому шоколадному фоні. Окрім кольору, чорні і плямисті особини пантер нічим не відрізняються, вони вільно схрещуються і дають плідне потомство. Дитинчата від таких пар можуть бути різні — і плямисті, і чорні. Але останні зустрічаються рідше, тому що «ген» (алель?) чорного кольору рецесивний і «часто» пригнічується «геном» плямистості.
Дивовижний зовнішній вигляд пантери (чорна кішка з очима, що горять), зробив пантеру справжнім символом грізної, красивої, спритної, підступної кішки (пантера Багіра з м/ф «Мауглі». В оригіналі, Багіра (пантера) — персонаж чоловічого роду).

## У геральдиці і міфології
- Геральдична пантера завжди зображається «incensed», тобто вогнедишною (розлюченою), з полум'ям, що виривається з рота і вух. Істота описується як прекрасна і добра. Коли пантера прокидається від сну, вона видає приємний високий спів, і чудовий потік подиху, що приємно пахне доноситься з її рота, так, що всі звірі слідують за нею (окрім дракона, який боїться пантери і тікає геть).

- Пантера була емблемою (badge) королів Генріха IV і Генріха VI. Іноді вона зображається як звичайна тварина типу пантери, іноді (особливо в німецькій геральдиці) як істота з чотирма рогами, коров'ячими вухами і довгим червоним язиком у вигляді полум'я.

- На гербі африканської країни Габон дві пантери тримають щит і втілюють «Пильність і Хоробрість очільника габонської держави».

## Класифікація
Історично було виділено багато підвидів всіх чотирьох видів роду пантер, однак багато з підвидів леопарда та лева є сумнівними. Зокрема, недавно запропоновано всіх пантер на південь від Сахари відносити до одного підвиду, так саме як і вся популяція левів, оскільки не існує достатньої генетичної відмінності між різними представниками цих груп. Деякі доісторичні підвиди лева були описані за даними історичних свідоцтв і скам'янілостей, і, можливо, вони були окремими видами.
Численні підвиди цих видів є у відповідних описах видів.
Наведені види пантер мають анатомічні особливості, що надають їм можливість ревти. Раніше вважали, що первинною причиною цього є неповне окостеніння під'язикової кістки. Проте, нові вивчення показують, що здатність ревти виникла завдяки іншим морфологічним особливостям, особливо будови гортані. Барс сніговий (Uncia uncia), якого інколи включають у межі роду, не реве. Хоча він теж має неповне окостеніння під'язикової кістки, але не має характерної морфології гортані.